# 에이리언 4
《에이리언 4》(영어: Alien Resurrection)는 1997년 개봉한 미국의 영화이자 에이리언 시리즈의 4번째 작품이다.

## 줄거리
엘런 리플리가 사망한 지 200년 후, 우주선 USM 아우리가호에 탑승한 군 과학자들은 피오리나 "퓨리" 161에서 채취한 혈액 샘플의 DNA를 사용하여 그녀의 복제본인 리플리 8을 만들어낸다. 제노모프 여왕의 DNA가 리플리의 DNA와 결합하여, 이 복제본은 배아를 내부에 품고 자란다. 과학자들은 배아를 추출하여 키우고, 알을 채취하면서 리플리 8을 추가 연구를 위해 살려둔다. 제노모프 여왕의 DNA로 인해 이 복제본은 강화된 힘과 반사 신경, 산성 혈액, 그리고 제노모프와 심령적 연결을 가지게 되어, 그녀가 만나는 인간들보다 제노모프에게 더 공감하게 된다. 또한, 제노모프의 유전적 기억은 복제본이 리플리의 일부 기억을 유지하도록 한다.
엘긴, 조너, 크리스티, 브리스, 힐러드, 콜 등 용병 그룹이 자신들의 배티호를 타고 아우리가호에 도착하여 가사 상태의 납치된 인간들을 넘겨준다. 군 과학자들은 이 인간들을 에일리언의 숙주로 사용하여 연구를 위해 여러 성체 제노모프를 키운다.
배티호 승무원들은 곧 리플리 8을 만난다. 애널리 콜은 그녀의 이름을 알아보고 리플리 8이 제노모프를 만드는 데 사용될 수 있다고 의심하여 그녀를 죽이려 하지만, 생물들은 이미 복제된 상태였다. 성숙한 제노모프들은 자신들 중 하나를 죽이고 그 산성 혈액을 사용하여 감금 시설을 태워 탈출한다. 그들은 조나단 게디먼 박사를 붙잡고, 아우리가호를 손상시키며, 페레즈 장군과 엘긴을 포함하여 대피에 실패한 대부분의 승무원을 죽인다. 군 과학자 렌 박사는 비상 시 우주선의 기본 명령이 지구로 돌아가는 것이라고 밝힌다. 리플리 8, 용병들, 렌, 디스테파노라는 병사, 그리고 살아남은 제노모프 숙주 퍼비스는 이것이 지구에 제노모프를 풀어놓을 것이라는 것을 깨닫고 배티호로 향하여 아우리가호를 파괴하기로 결정한다. 가는 길에 리플리 8은 엘런 리플리를 복제하려던 이전 7번의 시도가 실패하여 기형적인 결과물을 낳은 연구실을 발견한다. 한 생존자가 리플리 8에게 자신을 안락사시켜 달라고 애원하고, 그녀는 망설이다가 이에 응한 다음 연구실을 소각한다.
그룹이 손상된 우주선을 지나며 침수된 주방을 헤엄쳐 가는데, 두 마리의 제노모프가 그들을 쫓는다. 한 마리는 죽고, 다른 한 마리는 힐러드를 낚아챈다. 그들이 주방에서 탈출할 때, 제노모프가 돌아와 크리스티의 눈을 멀게 하고, 크리스티는 그 생명체를 죽이기 위해 자신을 희생한다. 렌은 그룹을 배신하고 콜을 쏘는데, 그녀의 생존으로 그녀가 합성인간임이 드러난다. 콜은 자신이 와일런드의 전설적인 2세대 합성인간 중 하나로, 너무나 실제 같아서 의식을 얻고 반란을 일으켜 내부 무선 모뎀을 태우고 자신들을 인간으로 위장하려 했다고 고백한다. 안드로이드가 무엇을 할 수 있는지 아는 리플리는 콜을 작은 예배당으로 데려가 그녀가 정거장의 컴퓨터에 자신을 연결하게 한다. 아우리가호의 시스템과 연결하는 능력을 사용하여 콜은 우주선을 지구와의 충돌 경로로 설정하여 충돌로 제노모프를 파괴하기를 희망한다. 그녀는 렌의 탈출로를 차단하고 제노모프를 그에게로 유도한다. 리플리 8은 제노모프에게 붙잡히고 다른 사람들은 배티호로 향한다. 이미 탑승해 있던 렌은 퍼비스를 쏘고 콜을 인질로 잡고 충돌을 중단하라고 요구한다. 부상당한 퍼비스는 렌을 공격하고 붙잡아 그의 제노모프 배아가 튀어나와 둘 다 죽게 한다. 생존자들은 어린 제노모프를 쏘아 죽인다.
리플리 8은 제노모프 둥지로 끌려가고, 거기서 게디먼이 살아 있고 부분적으로 고치에 싸여 있는 것을 발견한다. 리플리 8과의 유전적 오염으로 인해 자궁이 발달한 제노모프 여왕은 노골적으로 인간적인 특징을 가진 제노모프를 낳는다. 여왕과 유대감을 형성하지 못한 혼종 제노모프는 리플리 8을 자신의 어머니로 인식하고 제노모프 여왕과 게디먼을 죽인다. 리플리 8은 혼란을 틈타 탈출하여 배티호로 향한다.
갓 태어난 혼종은 우주선에 도착하여 콜을 공격하고, 디스테파노가 그녀를 도우려 하자 그를 죽인다. 리플리 8은 혼종의 주의를 분산시켜 콜을 구한다. 리플리 8은 자신의 산성 혈액을 사용하여 창문에 구멍을 녹이고 혼종을 그쪽으로 민다. 리플리 8은 압력 감소로 인해 그 생명체가 구멍을 통해 격렬하게 훼손되고 그 으스러진 잔해가 우주로 날아가는 것을 눈물 흘리며 지켜본다.
리플리 8, 콜, 조너, 브리스가 배티호로 탈출하는 동안 아우리가호의 카운트다운은 계속된다. 아우리가호는 지구와 충돌하여 큰 폭발을 일으킨다. 그들이 지구를 내려다볼 때, 콜은 리플리 8에게 다음에 무엇을 하고 싶은지 묻는다. "모르겠어. 나도 여기는 낯선 곳이야." 그녀는 대답한다.

## 출연
- 시거니 위버 - 리플리 8
- 위노나 라이더 - 칼

## 한국판 성우진(KBS) (2000년 12월 16일)
- 손정아 - 리플리 8(시거니 위버)
- 이선 - 칼(위노나 라이더)
- 김준 - 조나(론 펄먼)
- 김익태 - 브리스(도미니크 피농)
- 박상일 - 제레즈(댄 헤다야)
- 강구한 - 렌(J. E. 프리먼)
- 김환진 - 엘진(마이클 윈콧)
- 성완경 - 크리스티(게리 도어댄)
- 최병상 - 게디먼(브래드 두리프)
- 김옥경 - 힐리스(킴 플라워스)
- 서광재 - 피버스(릴런드 오서)
- 한호웅 - 디스테파노(레이먼드 크루즈)
- 류다무현 - 파더(스티븐 길본)

## 등장하는 에일리언들
- 페이스 허거
- 체스트 버스터
- 돔
- 뉴본 에이리언
- 퀸